# Kolęda (wieś)
Kolęda – wieś w Polsce położona w województwie dolnośląskim, w powiecie milickim, w gminie Milicz.

## Podział administracyjny
W latach 1975–1998 miejscowość administracyjnie należała do województwa wrocławskiego.

## Zabytki
Do wojewódzkiego rejestru zabytków wpisane są:
- fundamenty i piwnice dworu, z połowy XIX w.